# Single Video Theory
Single Video Theory – pierwsze DVD zespołu Pearl Jam. Zostało zarejestrowane na filmie 16 mm w listopadzie 1997 r. w Seattle. Zawiera wywiady z muzykami oraz zapis prób przed trasą koncertową promującą album Yield. Reżyserem jest Mark Pellington, autor teledysku do utworu Jeremy.
Na liście Top Music Video magazynu Billboard Single Video Theory znajdowało się przez 29 tygodni (najwyższa osiągnięta pozycja – 2.).
Zrzeszenie amerykańskich wydawców muzyki RIAA przyznało temu wydawnictwu status platyny (ponad 1 000 000 sprzedanych egzemplarzy).

## Lista utworów[4]
1. All Those Yesterdays
2. Faithful
3. Brain Of J.
4. Given to Fly
5. No Way
6. MFC
7. Wishlist
8. In Hiding
9. Low Light
10. Do The Evolution

## Twórcy
| - Jeff Ament – gitara basowa - Stone Gossard – gitara - Jack Irons – perkusja - Mike McCready – gitara - Eddie Vedder – wokal, gitara | - Cameron Crowe, Kelly Curtis – producent wykonawczy - Tom Gorai, Bill Hoare – produkcja - Brendan O’Brien – miksowanie utworów - Mark Pellington – reżyseria |